# Háros-szigeti ártéri erdő természetvédelmi terület
A Háros-sziget Budapest XXII. kerületében, a főváros déli határán alakult ki a Duna jobb partjához közel. A folyam 1911-es szabályozása félszigetté alakította (északi részét feltöltéssel a parthoz kapcsolták), de a nevét megőrizte. Törzskönyvi száma: 265/TT/93

## Földrajzi-földtani helyzete
Az egykori homokzátony a Budafok és Nagytétény közötti pleisztocén mészkő terasz előterében fekszik. (Rajta Budatétény terül el. A terasz a Tétényi-fennsík része.)

## Története
Először 1567-ben említik.
A folyamszabályozást követően a Gyár utca és a Háros utca mentén ipari negyed épült ki. (Élesztőgyár, lemezgyár, festékgyár, papírgyár és a furnér művek). A Budapest–Murakeresztúr-vasútvonal Duna felöli oldalán párhuzamosan haladó 6-os főút budafoki és tétényi bevezető szakasza 1990-1998 között, több ütemben épült ki.
A félsziget élővilága azért maradhatott meg viszonylag háborítatlan, eredeti állapotában, mert az északi 10 hektáros része 1928-tól katonai terület volt, amelytől délre 1963-ban szüntették meg a mezőgazdasági tevékenységet. (A Hunyadi János laktanya és honvédségi kikötő üzemelt itt.) A katonai használat emlékeiként különféle hulladékok: vasbeton elemek, épületmaradványok, törmelék, gumiabroncsok, lőszerek maradtak vissza. A jelenlegi fő szennyező a Duna, amelynek árhullámai műanyag palackok tömegét hagyják a parti fák között.
A vízügyi szempontból hullámtérbe sorolt félsziget Gyár utca menti ipari negyedét magaspart védi. Az ártéri erdőt a nagyobb árvizek alkalmanként elöntik. 1993-ban, 31/1993. (XII. 2.) számú KTM rendeletével nyilvánította védetté a környezetvédelmi és területfejlesztési miniszter, majd 2009-ben bővítették a Háros-szigeti ártéri erdő természetvédelmi terület bővítéséről és természetvédelmi kezelési tervéről szóló 15/2009. (IX. 17.) KvVM rendelettel. Ezzel területe 59,4 hektárra nőtt.

## Védett természeti értékei
A félszigeten 86 hektáron szinte érintetlen, természetközeli állapotú galériaerdő nő, amiből a Duna ezen szakaszán nagyon kevés maradt meg.

### Növénytársulásai
Érdekessége, hogy az alacsony ártértől a magas ártér felé haladva teljes, klimax állapotú szukcessziós sor figyelhető meg az alacsony ártéren ártéri puhafaligettel, a magas ártéren ártéri keményfaligettel.
A puhafaligetben (Salicion albae) fehérnyárliget (Senecioni sarracenici-Populetum albae) és fűzliget (Leucojo aestivi-Salicetum albae) típusú részeket is találunk; a keményfaliget a tölgy–kőris–szil ligeterdők (Ulmenion) alföldi tölgy–kőris–szil liget (Fraxino pannonicae-Ulmetum) típusába tartozik.

### Növénytani ritkaságai
Igazi érdekességek:
- ligeti szőlő (Vitis vinifera ssp. sylvestris — őshonos, védett),

- nyári tőzike (Leucojum aestivum),
- téli zsurló (Equisetum hyemale).

A kora tavaszt a kikeleti hóvirág (Galanthus nivalis) és a ligeti csillagvirág (Scilla vindobonensis) összefüggő fehér és lila virágszőnyege díszíti.
A galériaerdőkre jellemzően rendkívül gazdag folyondárszintben a vadszőlő fajok (Vitis spp.) dominálnak. Mellettük jelentős a közönséges komló (Humulus lupulus). Az ugyancsak gazdag aljnövényzetben sok a szeder (Rubus spp.).

## Állatvilága
Az emeletes élőhelyek gazdag ízeltlábú faunának adnak otthont, köztük két, hazánkban máshonnan nem ismert ugróvillás rovarfajnak. A Háros-szigetet az egykori katonai használat teljesen elzárta a külvilágtól.
A folyópart állandó lakói különféle kétéltűek (pl. a vöröshasú unka) és hüllők (pl. a mocsári teknős).
Madárvilága gazdag: sok faj itt fészkel, mások vonulásuk közben pihennek meg a védett környezetben:
A 20. század végén visszatelepült a szigetre az eurázsiai hód (Castor fiber).

## Hasznosítása
A területet kezelő Duna-Ipoly Nemzeti Park fenn akarja tartani, illetve még javítani is annak természetközeli állapotát, ezért az erdő-, illetve vadgazdálkodást nem engedélyezi.

## Látogatása
Nem látogatható.

## Külső hivatkozások
- Szávoszt-Vass Dániel - Tavasz a Hároson (Dunai Szigetek blog, 2015.04.22.)